# Agathosma adenandriflora
Agathosma adenandriflora är en vinruteväxtart som beskrevs av Schlechter. Agathosma adenandriflora ingår i släktet Agathosma och familjen vinruteväxter. Inga underarter finns listade i Catalogue of Life.